# René Lacaille
Pour les articles homonymes, voir Lacaille.
René Lacaille, né le 28 janvier 1946 à Saint-Leu, est un musicien français originaire de l'île de La Réunion. Son instrument de prédilection est l'accordéon, mais il joue également de la guitare, du saxophone, de la batterie et des percussions. 

## Biographie

### Famille et formation
Né en 1946, René Lacaille fait partie d'une famille de ségatiers, les Lacaille, originaires de l’étang Saint-Leu.
Il apprend la musique en autodidacte et joue dès son plus jeune âge de la batterie et de l'accordéon dans les « bals la poussière ». Avec son frère Renaud, il quitte l'île en 1966 pour se former en France métropolitaine.

### Carrière
Il revient au début des années 1970 et accompagne Luc Donat dans le groupe Ad-Hoc. Puis avec Alain Péters, ils forment les groupes qui marquent le renouveau de la musique réunionnaise à travers le maloya électrique : Caméléon, Satisfaction. Il est alors exclusivement guitariste. 

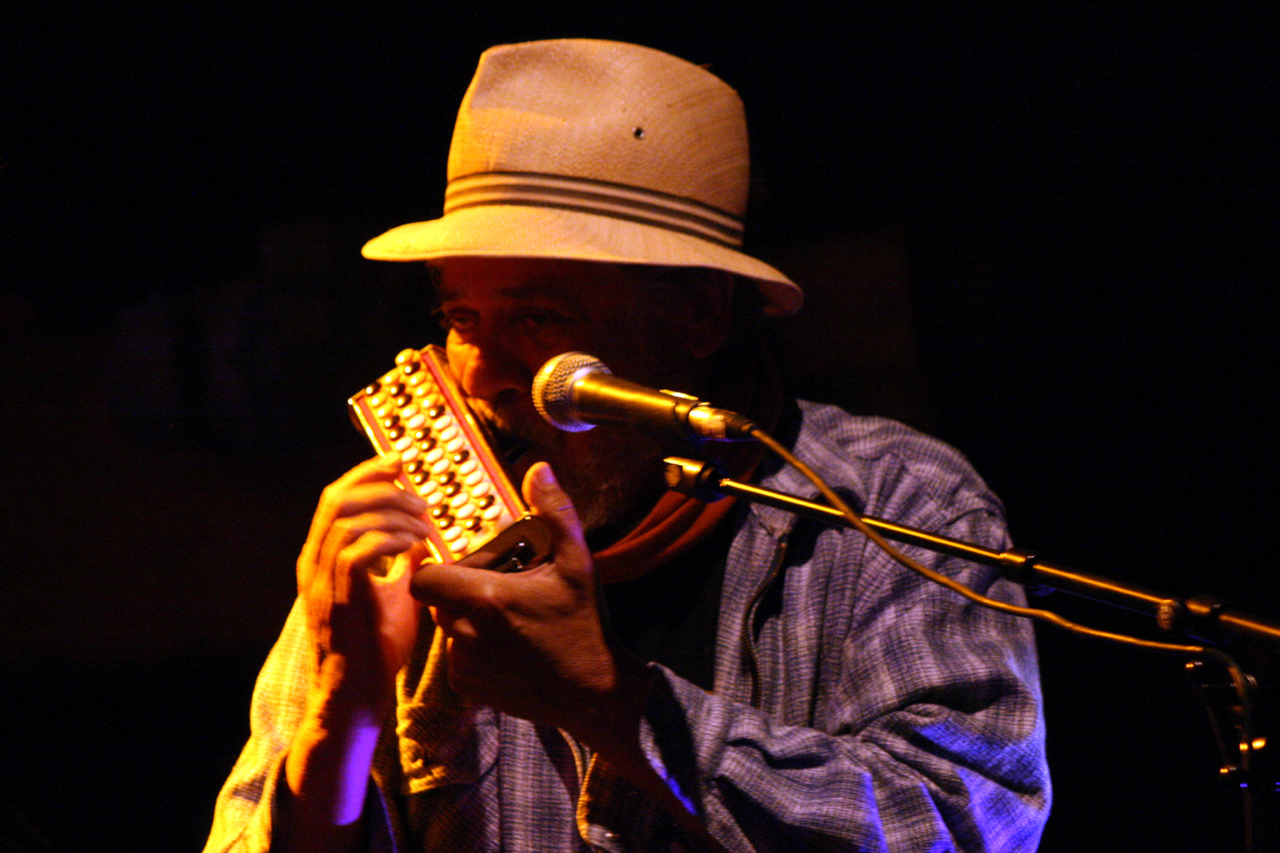
René Lacaille lors d'un concert avec le Quintet Extraño Norte dans la carrière de Normandoux à Tercé en 2009.

Au début des années 1980, il s'établit définitivement à Paris et s'immerge dans le jazz. En découvrant le maloya de Danyèl Waro au Printemps de Bourges en 1992, il retrouve la musique de ses racines et décide de reprendre le ralé-poussé, style d'accordéon traditionnel de La Réunion.
Sa fille Oriane Lacaille a créé avec JereM Boucris le groupe Bonbon Vodou.

### Style
Lacaille est l'incarnation dans le domaine musical d'une culture créole unique, celle de l'île de La Réunion dans l'océan Indien. Cette culture intègre des rythmes et des instruments africains, indiens, malgaches et européens. Sur l'album Mapou, ce chanteur, accordéoniste, guitariste et chantre étonnant raconte l'histoire de sa vie de troubadour, qui reflète l'évolution de la musique de La Réunion et propose entre autres les styles de musique du séga et du maloya. 
Musicien de scène chaleureux, il nourrit ses projets musicaux de rencontres avec de nombreux artistes de cultures différentes.

## Discographie
- 1996 : Aster (Discorama)
- 1999 : Pantanpo (Daqui)
- 2002 : Digdig avec Bob Brozman (Riverboat ; World Music Network)
- 2004 : Mapou (Riverboat ; World Music Network)
- 2008 : Cordéon Kaméléon (Connecting Cultures)
- 2011 : Poksina (Daqui / Harmonia Mundi)
- 2014 : Fanfaroné (Kabar Rock / L'autre distribution)
- 2015 : Gatir (Dobwa / L'autre distribution)

## Récompenses
- 2010 : Prix international de l’académie Charles-Cros, catégorie « musiques du Monde »[5], pour l’album Cordéon Kaméléon
- 2005 : Choc du Monde de la musique
- 2005 : Prix Gus Viseur
- 2009 : German Critics Award
- 2014 : Prix Gus Viseur pour l’album Fanfaroné